# Všejany
Všejany település Csehországban, a Mladá Boleslav-i járásban. Všejany Jizbice, Straky, Čachovice, Milovice, Lipník és Vlkava településekkel határos. Lakosainak száma 725 fő (2024. január 1.).

## Népesség
A település lakosságának változását az alábbi diagram mutatja:
| Lakosok száma | 567  | 746  | 931  | 865  | 679  | 641  | 654  | 685  | 674  | 725  |
|               | 1869 | 1900 | 1921 | 1961 | 1980 | 2011 | 2016 | 2019 | 2021 | 2024 |